# Gavin James
Gavin Wigglesworth (født 5. juli 1991 i Dublin), kendt professionelt som Gavin James, er en irsk sanger og sangskriver.
James voksede op i et hus omgivet af musik. Som otte-årig begyndte han at spille musik i et rockband. Rockbandet eksisterede kun kortvarigt, før det gik i opløsning. Efter bandets opløsning begyndte han at skrive sin egen musik og udgive album.